# Општа болница Тутин
Општа болница Тутин је здравствена установа у систему здравства Србије на подручју Рашког управног округа која здравствену делатност обавља на секундарном нивоу здравствене заштите, који обухвата специјалистичко-консултативну и болничку здравствену делатност.

## Положај
Опште болнице се налази у Улици  у Тутину градско насељу у истоименој општини у Рашком управном округу. Према попису из 2011. године болницаје има 10.094 потенцијалних корсисника здравствених сулуга.
Болница се за терцијални ново здравствене заштите ослања на Клинички центар Србије у Београду, од кога је удаљена аутопутем око 200 километара.

## Делатност
Општа болница у Тутину обавља поликлиничку и стационарну здравствену делатност, у оквиру које:
- Прати здравствено стање становништва и здравствену заштиту у областима за које је основана и преузима и предлаже мере за њихово унапређење;
- Прати и спроводи методе и поступке превенције, дијагностике, лечења и рехабилитације засноване на доказима, а нарочито оне утврђене стручно-методолошким протоколима;
- Обезбеђује услове за стручно усавршавање запослених и за унапређење организације и услова рада;
- Спроводи мере ради спречавања нежељених компликација и последица при пружању здравствене заштите, као и мере опште безбедности за време боравка пацијената у Општој болници у Прокупљу  и обезбеђује сталну контролу спровођења ових мера;
- Организује и спроводи мере у случају елементарних и других већих непогода а у оквиру својих делатности врши послове одбране земље који се односе на планирање, организовње, припремање и оспособљавање за рад у случају ратног и ванредног стања
- Одговорна је за вршење услуга из делатности за коју је регистрована, на нивоу утврђенх  планова одбране и одлука надлежних органа;
- Организује и спроводи стручно усавршавање здравствених радника, здравствених сарадника и осталих запослених у Болници ради унапређења квалитета стручног рада и проверу тих мера ;
- Организује и спроводи мере сталног унапређења квалитета стручног рада и спроводи његову унутрашњу проверу;
- Спроводи мере ради спречавања нежељених компликација и последица при пружању здравствене заштите
- Спроводи мере опште безбедности за време  боравка пацијената у Општој болници Прокупље и обезбеђује сталну контролу ових мера.

## Организација рада
Општа болница Тутин обавља здравствену делатност на секундарном нивоу, која обухвата: 
- пријем и збрињавање ургентних стања,
- специјалистичко консултативне прегледе,
- дијагностичку обраду,
- лечење и рехабилитацију

## Кадровска структура
У болници ради 25 лекара специјалиста, 11 лекара опште праксе, 9 лекара на специјализацији, 7 здравствених радника са ВШС, 89 здравствених радника са ССС и 61 немедицински радник.